# 吉田早織
吉田 早織（よしだ さおり、1985年4月27日 - ）は、千葉県千葉市美浜区出身のモデル。所属事務所はルージュモデル。血液型はB型。学習院大学理学部数学科卒業。
大学卒業後は一般企業に就職した。

## 人物像
- 趣味は、美味しいお菓子や、デザートを見つける事。1番美味しいと思ったのは、パステルのプリン。
- 第1希望の職業は、秘書。（秘書検定を取って、現在2級を取得）
- 長所は、集中力がある所。
- ファッションの拘りは、自分に合った服を着る事と、流行の物も取り入れて、その中で自分に合った色や形を選択。
- 理想の異性は、面白くてオーラのある人。

## エピソード
- 良く読む雑誌は、JJ/ViVi/CanCam等。
- 好きなブランドは、ローズブリット等。
- 愛用のコスメアイテムは、Diorのグロス。
- 最近のマイブームは、ヨガ。
- 暇な時行く場所は、渋谷のスターバックス。
- 声フェチらしい。

## 出演

### ランウェイ
- 東京ガールズコレクション

### 雑誌
- JJ
- bis
- Ray
- HONEY GIRL
- ef
- cancam
- ViVi

### テレビ番組
- オビラジR